# Каплан, Виктор
Виктор Каплан (нем. Viktor Kaplan; 27 ноября 1876, Мюрццушлаг — 23 августа 1934, Унтерах-ам-Аттерзее) — австрийский инженер, изобретатель поворотно-лопастной турбины, названной в его честь.

## Биография
Родился в Мюрццушлаге, Австрия, в семье железнодорожного рабочего. Окончил среднюю школу в Вене в 1895 году, после чего поступил в Венский технический университет, где изучал гражданское строительство и специализировался на дизельных двигателях. 
С 1900 по 1901 годы он проходил военную службу в Пуле.
После научной работы в Вене, где он специализировался на разработке двигателей, Каплан перешёл в Брненскую высшую техническую школу, чтобы вести исследования в институте гражданского строительства. Он провёл следующие три десятилетия своей жизни в Брно, и почти все его изобретения и исследования связаны с его карьерой профессора в этом высшем учебном заведении (он стал профессором в 1913 и полным профессором в 1918 году).
В 1912 году он начал свою работу над разработкой поворотно-лопастной турбины — принципиально новой гидротурбины, стремясь повысить быстроходность турбин. Он получил патент на своё изобретение в 1920 году.
В 1913 году он был назначен руководителем Института гидротурбин. В 1918 году турбины Каплана были впервые построены строительной компанией Storek для текстильных производителей в Нижней Австрии. После успеха первой турбины Каплана они начали использоваться во всём мире и сегодня остаются одним из наиболее широко используемых видов гидротурбин.
В 1926 и 1934 годах Каплан получил почётные докторские степени. Он умер от инсульта в 1934 году в Унтерах-ам-Аттерзее, Австрия.

## Память
Каплан был изображён на банкноте в 1000 австрийских шиллингов в 1961 году, на почтовых марках Австрии 1936 и 1976 года.